# Strada statale 177 Silana di Rossano
La strada statale 177 Silana di Rossano (SS 177), ora in parte strada provinciale 250 SS 177 Rossano-Cropalati (SP 250), è una strada statale e provinciale italiana che collega la Sila Grande con la costa ionica presso Rossano.

## Storia
La strada statale 177 venne istituita nel 1953 con il seguente percorso: "Innesto con la SS. n. 107 a Camigliatello - Longobucco - Cropalati - Rossano - Innesto con la SS. n. 106 presso la stazione di Rossano."

## Percorso
La strada ha origine a Camigliatello Silano dall'incrocio tra l'ormai chiuso svincolo della strada statale 107 Silana Crotonese per raggiungere la località montana e la ex strada statale 648 del Valico di Monte Scuro. Il tracciato si stende in direzione nord-est, raggiungendo brevemente il lago di Cecita. Percorrendone la sponda sud-orientale entra nel parco nazionale della Sila, giungendo dapprima al bivio con la ex strada statale 282 delle Fossiate per Savelli e poi a quello con la strada statale 660 di Acri per l'omonimo paese.
Il tracciato prosegue quindi in direzione est fino a Longobucco scendendo poi alla volta di Cropalati dove incrocia la strada statale 531 di Cropalati. Il percorso devia quindi verso nord-ovest, toccando Paludi e Rossano, innestandosi infine sulla ex strada statale 106 Jonica nei pressi della stazione di Rossano.
In seguito al decreto legislativo n. 112 del 1998, dal 2002 la gestione del tratto dal km 59,735 (Cropalati) al km 89,110 (stazione di Rossano) è passata dall'ANAS alla Regione Calabria, che ha provveduto al trasferimento dell'infrastruttura al demanio della Provincia di Cosenza.